# Бреслави, Йосеф
Йосеф Бреслави (при рождении Бреславский; 1 апреля 1896 г., Ромны — 14 апреля 1972 г., Израиль) — один из первых географов и краеведов Эрец-Исраэль.

## Биография
Родился в Ромнах в семье Давида Иоселевича Браславского и Соры-Рохель Ицковны Наймарк (из Шклова). В 1905 г. эмигрировал с семьёй в Эрец-Исраэль. Окончил гимназию «Герцлия». Во время Первой мировой войны был послан в офицерскую школу в Куште, позднее был переводчиком в турецкой армии. После войны был инструктором безопасности в Галилее, учителем. В период с 1922 по 1927 гг. учился в университетах Вены и Берлина. По возвращении из Европы преподавал в семинарии имени Левинского в Тель-Авиве.
Автор книг и исследований по географии и краеведению Эрец-Исраэль, мемуаров.